# Titularbistum Hermopolis Parva
Hermopolis Parva (ital.: Ermopoli Minore) ist ein Titularbistum der römisch-katholischen Kirche.
Es geht zurück auf einen untergegangenen Bischofssitz in der Stadt Hermopolis Parva (heute Damanhur), die sich in der römischen Provinz Aegyptus bzw. Aegyptus Iovia im westlichen Nildelta befindet. Es gehörte der Kirchenprovinz Alexandria an.
| Titularbischöfe von Hermopolis Parva |                       |                                         |                  |                   |
| Nr.                                  | Name                  | Amt                                     | von              | bis               |
| 1                                    | Marie-Joseph Cuaz MEP | Apostolischer Vikar von Laos (Thailand) | 12. Mai 1899     | 16. November 1950 |
| 2                                    | James Darcy Freeman   | Weihbischof in Sydney (Australien)      | 9. Dezember 1956 | 18. Oktober 1968  |